# Stade Municipal (Vineuil)
Stade Municipal – wielofunkcyjny stadion w Vineuil, we Francji. Może pomieścić 3000 widzów. Swoje spotkania rozgrywają na nim piłkarze klubu Vineuil SF. Obiekt był jedną z aren piłkarskich Mistrzostw Europy kobiet U-19 w 2008 roku. Rozegrano na nim jedno spotkanie fazy grupowej tego turnieju (13 lipca, 3. kolejka spotkań grupy A: Hiszpania – Włochy 3:0).